# Sommarchansen
Sommarchansen var en av Sveriges äldsta talangtävlingar i sång. Den hade tre delfinaler och en final och gick varje sommar i bland annat Pildammsparken i Malmö. 
Sommarchansen arrangerades första gången 1973 av tidningen Kvällsposten. Första tävlingen hölls vid restaurangen i Kungsparken i Malmö. Från 1974 samarbetade Kvällsposten med Folkparkerna och vinnarna av tävlingen gick vidare till finalen som hölls i samband med Folkparksforum i Folkets Park i Malmö. Julius Malmström och Lasse Holmqvist var programledare under många år och Jan "Tollarparn" Erikssons trio svarade för ackompanjemanget.
I slutet av 1980-talet och en bit in på 1990-talet tog Kvällsposten paus som arrangörer. Folkets Park i Malmö fortsatte tävlingen under annat namn. 1991 gick Radio Malmöhus in som medarrangörer. Bosse Wickström var programledare och hans orkester svarade för ackompanjemanget. 1994 gick Kvällsposten åter in som arrangörer. Tävlngen fortsatte i Folkets Park till 1999. År 2000 hölls tävlingen precis som när man började 1973 i Kungsparken i Malmö.
I samband med ombyggnad av restaurangen till Casino Cosmopol flyttade tävlingen till Pildammsparken och Malmö stads Sommarscen Malmö gick in som medarrangörer. Kvaltävlingsomgångarna hölls ofta på Victoriateatern och fyra torsdagar varje sommar lockade tävlingen sedan en storpublik till parken. Monia Sjöström, Paula Pennsäter, Mona Gustafsson, Paula Åkesdotter-Jarl, Jannike Stenlund, Robin Stjernberg och Claudia Campagnol är några av de medverkade artisterna som fortsatt att vara aktiva.
Gun Bergbring från SR Malmö var programledare och producent från 1991 tills Sommarchansen lades ned efter tävlingen 2009 och ersattes av musiktävlingen Svensktoppen nästa.